# Kepoh (Sambi)
Kepoh is een bestuurslaag in het regentschap Boyolali van de provincie Midden-Java, Indonesië. Kepoh telt 2338 inwoners (volkstelling 2010).